# Audrey Munson
Audrey Munson, all'anagrafe Audrey Marie Munson (Rochester, 8 giugno 1891 – Ogdensburg, 20 febbraio 1996), è stata una modella e attrice statunitense, considerata la "prima supermodella americana".
Fu definita Miss Manhattan, Panama–Pacific Girl, Exposition Girl ("Ragazza dell'esposizione") e American Venus ("Venere americana"). 

## Biografia

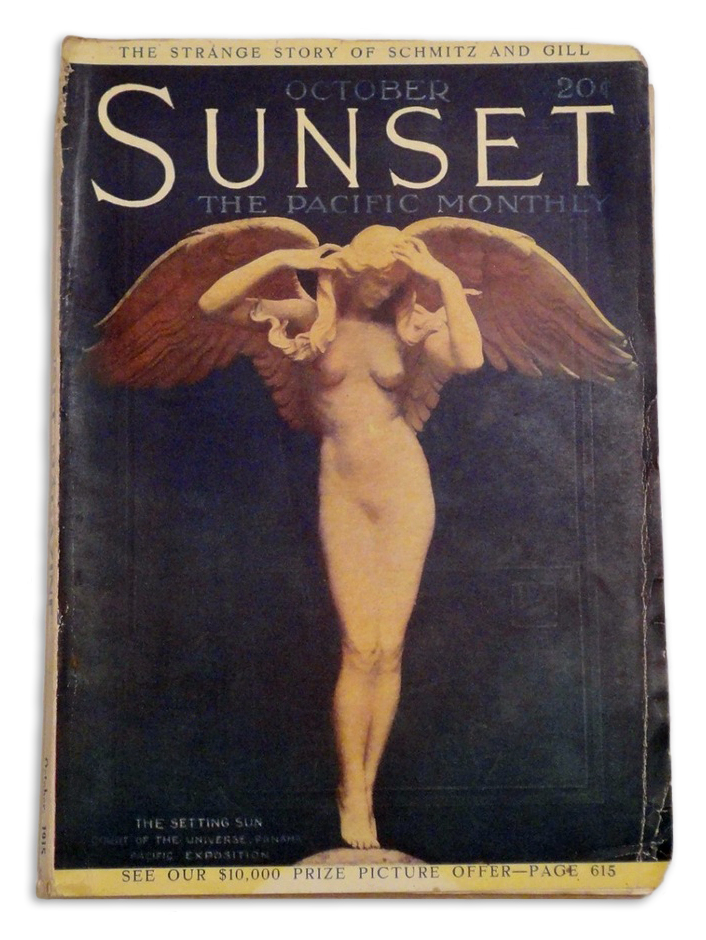
Scende la notte di Adolph Alexander Weinman nella copertina della rivista Sunset (ottobre del 1915)

Audrey Marie era la figlia di Egdar Munson e di sua moglie Katherine Mahaney, detta Kittie, che era la figlia di John e Cecilia Mahoney, una coppia di immigrati irlandesi. I suoi genitori divorziarono nel 1896, quando aveva otto anni, e sua madre partì con lei alla volta di Providence, nel Rhode Island, per poi arrivare a Manhattan. Nel 1906, Audrey Munson sarebbe stata notata per strada dal fotografo Ralph Draper, che a sua volta la presentò al suo amico scultore Isidore Konti. Konti convinse la giovane a fare da modella per lui. Nel decennio successivo, Audrey Munson divenne la musa e la modella di molti scultori e pittori nuovaiorchesi. Nel 1915, Alexander Stirling Calder la scelse come modella della scultura dell'esposizione internazionale Panama-Pacifico che si svolse quello stesso anno. Adolph Alexander Weinman diede i suoi tratti alla figura della sua statua Scende la notte, che venne esposta alla medesima esposizione.
Nella sua carriera girò anche qualche film e resta famoso il suo esordio sullo schermo come protagonista di Inspiration, il primo film non pornografico girato negli Stati Uniti che presentava un nudo di donna. Questa pellicola, oggi andata perduta, narrava la storia di uno scultore alla ricerca di una modella per realizzare il suo capolavoro. I responsabili della censura erano riluttanti all'idea di vietare la pellicola, perché venne detto che, in tal caso, avrebbero dovuto censurare anche l'arte classica e quella rinascimentale. 

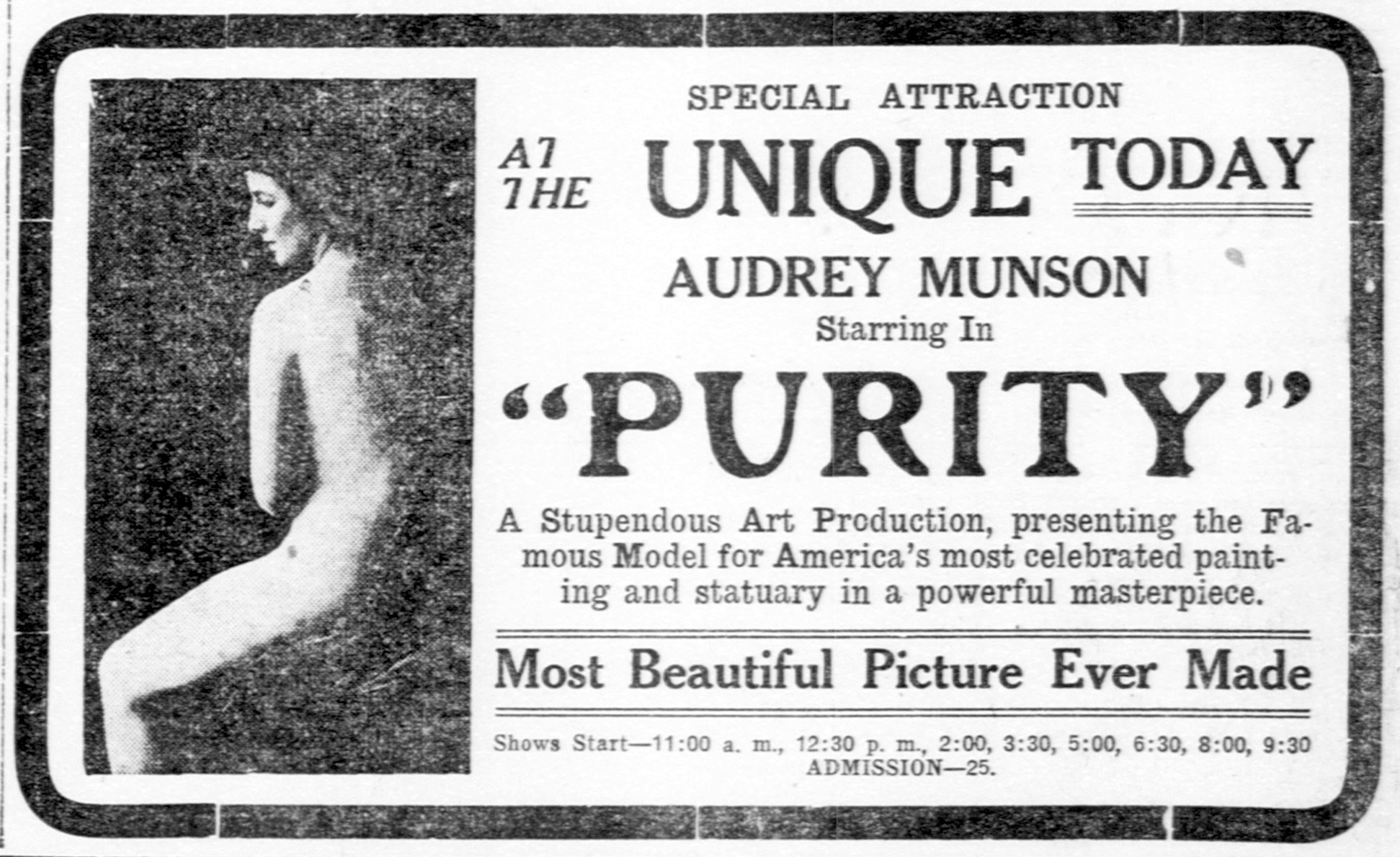
Un annuncio pubblicitario per la pellicola Purity, del 1916

Il suo secondo film, Purity (1916), girato a Santa Barbara, in California, è l'unico suo film rimastoci, scoperto nel 1993 in una collezione "pornografica" in Francia e acquistato dall'archivio nazionale cinematografico francese. Il suo terzo film, The Girl o' Dreams, girato anch'esso a Santa Barbara, fu terminato nel 1916 e registrato per il diritto di replica il 31 dicembre 1918, ma non vi sono tracce di una sua distribuzione nelle sale. 
Nel 1919, ritornò dalla California per tornare a vivere con sua madre in una pensione novaiorchese appartenente al dottor Walter Wilkins. Wilkins si innamorò di lei e architettò il femminicidio di sua moglie, Julia, per potersi sposare con Munson. Nonostante Munson e sua madre fossero partite dalla Grande Mela prima del femminicidio, la polizia volle interrogarle, perciò ci fu una vera ricerca che si concluse a Toronto, in Canada. Il contenuto delle dichiarazioni non è stato rivelato, ma Audrey Munson negò fermamente di avere mai avuto una relazione con il signor Wilkins. Nonostante avesse dimostrato di essere innocente, la pubblicità negativa derivata da questo caso potrebbe aver posto fine alla carriera da modella e da attrice di Munson. Wilkins venne processato, dichiarato colpevole e condannato a morte tramite la sedia elettrica, ma venne trovato impiccato nella sua cella. 
Il 27 maggio del 1922, Audrey Munson provò a suicidarsi bevendo una soluzione di bicloruro di mercurio. Fu l'inizio di un lungo periodo di instabilità mentale e di paranoie. Nel 1931, il giorno del suo quarantesimo compleanno, Audrey fu ricoverata nell'Istituto Psichiatrico di Ogdensburg a causa della sua instabiliità mentale e visse ancora fino al 20 febbraio 1996, all'età di 104 anni. La sua salma fu cremata e le sue ceneri tumulate senza una lapide nella tomba di famiglia nel cimitero di New Haven. Nel 2016, 20 anni dopo la sua morte, la sua famiglia decise di aggiungere una semplice lapide in quello che sarebbe stato il suo centoventicinquesimo compleanno.

## Filmografia
- Inspiration, regia di George Foster Platt (1915)
- Purity, regia di Rae Berger (1916)
- The Girl o' Dreams (1918)
- Heedless Moths, regia di Robert Z. Leonard (1921)

## Galleria d'immagini

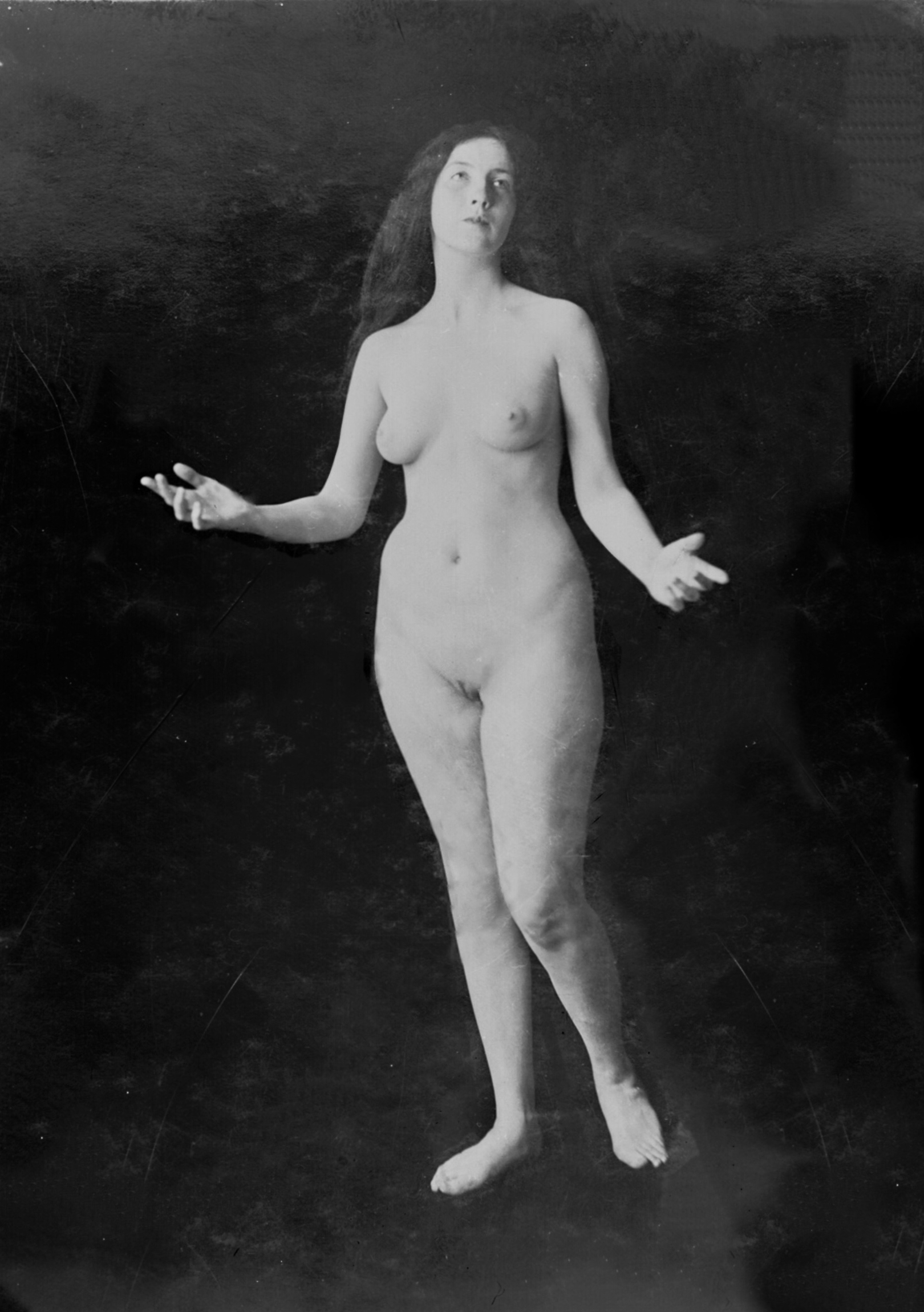
Audrey Munson nel 1910
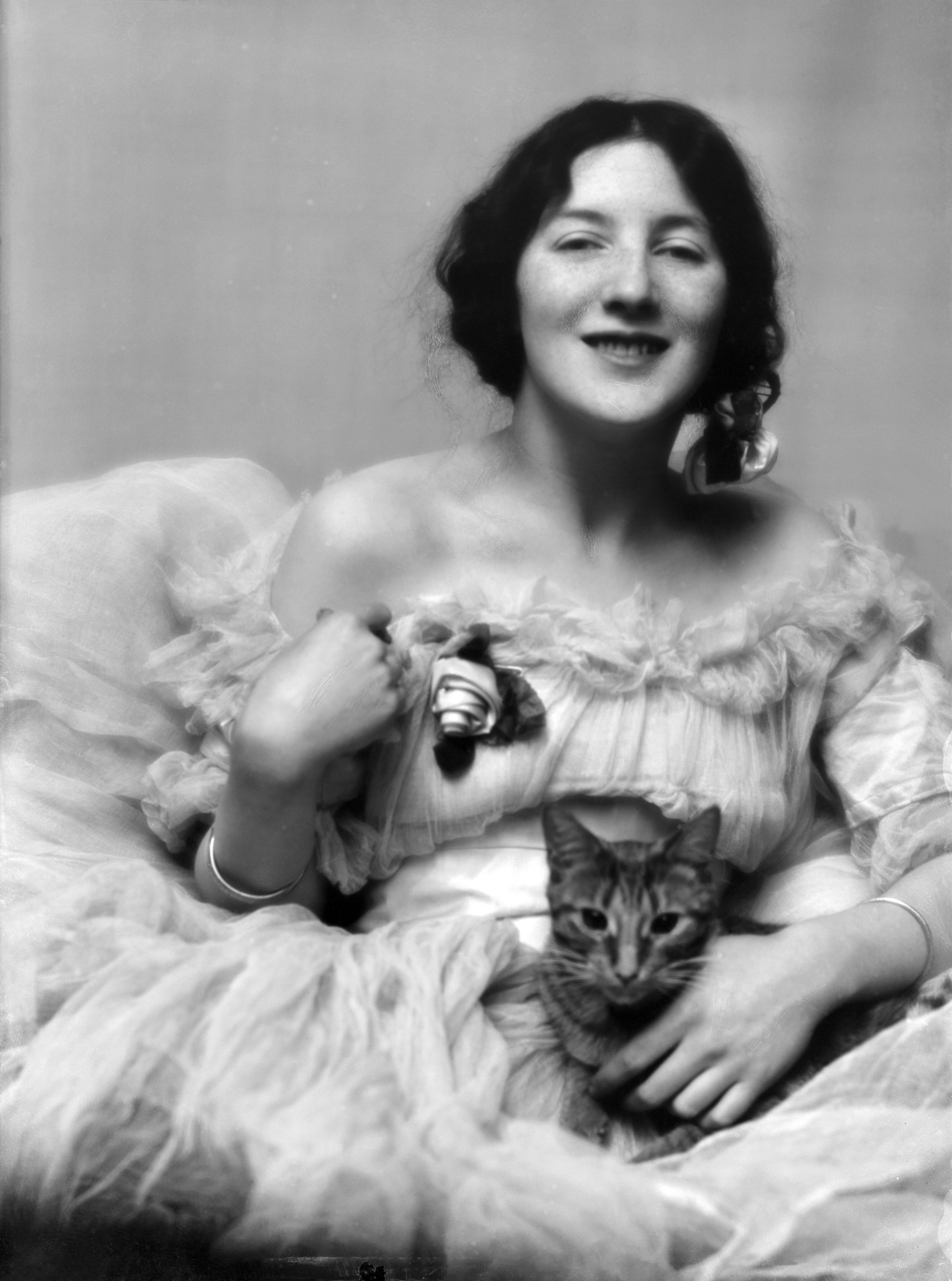
Audrey Munson e il suo gatto Buzzer nel 1915
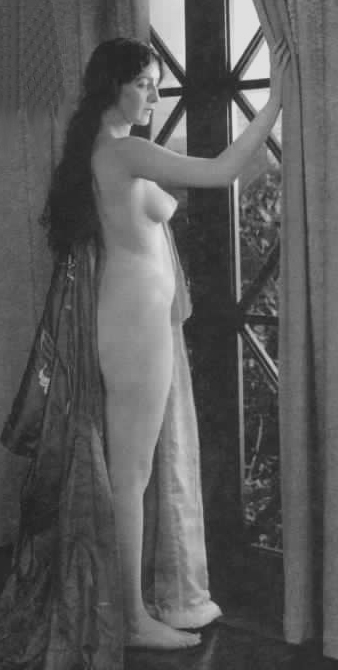
Audrey Munson in uno scatto di scena di Heedless Moths (1921)